# Escara
A palavra escara é um termo antigo, sendo usado atualmente para descrever a necrose escura que recobre a úlcera por pressão, assim conhecida atualmente. É provocada por pressão local permanente, geralmente nas proeminências ósseas resultando em danos nos tecidos subcutâneo, músculos, articulações e ossos, causando a morte dos tecidos (necrose).
É um problema frequente em pessoas com lesão medular pois a falta de sensibilidade e controle de parte do corpo favorece a manutenção da mesma posição por muitas horas e a própria cadeira de rodas faz pressão sobre o corpo. Também comum na diabetes especialmente nos que forem obesos, nas idades avançadas e nos sedentários.

## Fatores de risco

Os danos internos são maiores que os visíveis externamente

Fatores de risco para o aparecimento de úlceras de pressão:
- Idade avançada
- Temperatura corporal elevada
- Incontinência urinária ou fecal
- Hipotensão
- Procedimentos cirúrgicos de longa duração
- Doenças vasculares
- Imobilidade por longos períodos
- Anemia
- Desidratação
- Diabetes
- Obesidade
- Problemas de circulação
- Anasarca
- Infecções
- Gangrena
- Fasciíte Necrozante
- Infecções por fungos
- Picada de aranha
- Coma
- Meningite
- Encefalite
- Queimaduras
- Ácidos
- Alcalinos
- Antrax
- Síndrome de Guillain-Barré
- Poliomielite
- Paralisia Muscular
- Tétano

Outros problemas imediatos e fáceis de serem resolvidos também podem contribuir como:
- Falta de higiene
- Aumento da pressão do corpo sobre o leito (como Colchão duro)
- Fricção
- Umidade
- Aplicação incorreta de gesso
- Contenção no leito

## Locais mais frequentes
- Saliências ósseas
- Região do Quadril
- Cintura
- Ombros
- Cotovelos e joelhos
- Orelhas

## Sinais e Sintomas
- Vermelhidão
- Calor
- Enrijecimento da pele
- Dor
- Problemas vasculares
- Necrosamento progressivo dos tecidos adjacentes

## Lesão por Pressão Estágio 1: Pele íntegra com eritema que não embranquece
Pele íntegra com área localizada de eritema que não embranquece e que pode parecer diferente em pele de cor escura.
Lesão por Pressão Estágio 2: Perda da pele em sua espessura parcial com exposição da derme - O leito da ferida é viável, de coloração rosa ou vermelha, úmido e pode também apresentar-se como uma bolha intacta (preenchida com exsudato seroso) ou rompida. O tecido adiposo e tecidos profundos não são visíveis. 
Lesão por Pressão Estágio 3: Perda da pele em sua espessura total - a gordura é visível e, frequentemente, tecido de granulação e epíbole (lesão com bordas enroladas) estão presentes. Esfacelo e /ou escara pode estar visível. A profundidade do dano tissular varia conforme a localização anatômica; áreas com adiposidade significativa podem desenvolver lesões profundas. Podem ocorrer descolamento e túneis. Não há exposição de fáscia, músculo, tendão, ligamento, cartilagem e/ou osso. Quando o esfacelo ou escara prejudica a identificação da extensão da perda tissular, deve-se classificá-la como Lesão por Pressão Não Classificável.
Lesão por pressão Estágio 4: Perda da pele em sua espessura total e perda tissular
Perda da pele em sua espessura total e perda tissular com exposição ou palpação direta da fáscia, músculo, tendão, ligamento, cartilagem ou osso. Esfacelo e /ou escara pode estar visível. Epíbole (lesão com bordas enroladas), descolamento e/ou túneis ocorrem frequentemente. A profundidade varia conforme a localização anatômica. Quando o esfacelo ou escara prejudica a identificação da extensão da perda tissular, deve-se classificá-la como Lesão por Pressão Não Classificável.
Lesão por Pressão Não Classificável: Perda da pele em sua espessura total e perda tissular não visível.
Perda da pele em sua espessura total e perda tissular na qual a extensão do dano não pode ser confirmada porque está encoberta pelo esfacelo ou escara. Ao ser removido (esfacelo ou escara), Lesão por Pressão em Estágio 3 ou Estágio 4 ficará aparente. Escara estável (isto é, seca, aderente, sem eritema ou flutuação) em membro isquêmico ou no calcâneo não deve ser removida.
Apesar de uma enorme gama de agentes "ditos" como profiláticos, a melhor prevenção ainda é a mudança de decúbito. Esta mudança deve ser realizada no máximo de quatro em quatro horas e em alguns casos de hora em hora.
O uso de um espelho para verificar sinais de danos na pele é importante para prevenir o agravamento dos sintomas. Uma massagem pode ajudar a aliviar a circulação sanguínea no local. Almofadas podem servir para aliviar o peso do corpo e diminuir a pressão. Roupas mais macias e confortáveis também podem ajudar.
Podemos utilizar, também, almofadas de alpiste (alimento de passarinhos), colocadas embaixo dos glúteos (uma de tamanho grande) e embaixo dos cotovelos e calcanhares (de tamanho pequeno). Essas almofadas não se encontram à venda no comércio. Você mesmo deve providenciar a confecção e o enchimento delas.
Pode ser usado como coadjuvante o óleo de girassol (comestível), após o banho, que irá ajudar na hidratação da pele. Manter o paciente sempre "seco", com correta ingestão de proteínas e gorduras e no leito o mínimo possível (o tempo em cadeiras, também não deve exceder a duas horas).